# Glenea magdelainei
Glenea magdelainei là một loài bọ cánh cứng trong họ Cerambycidae.